# 1966年の映画
1966年の映画（1966ねんのえいが）では、1966年（昭和41年）の映画分野の動向についてまとめる。
1965年の映画 - 1966年の映画 - 1967年の映画

## 出来事

### 世界
- フランス、フランソワ・トリュフォー監督『華氏451』、ルネ・クレマン監督『パリは燃えているか』など英米の映画会社との提携活発[1][注 1]。
- 2月1日
  - 米国、三大喜劇王のひとりバスター・キートン死去[1][2]。
  - スペイン・マドリード東宝駐在員事務所開設[3]。
- 7月23日 - 米国、俳優モンゴメリー・クリフト死去[1][4]。
- 9月4日 - ブラジル東映まつり開催（10日まで）[5]。
- 10月11日 - 米パラマウント映画をガルフ・アンド・ウェスタン・インダストリーズ（英語版）が買収[6][7][8]。
- 11月12日 - 『武士道残酷物語』（今井正監督）、第2回シカゴ国際映画祭で最高賞（ゴールド・ヒューゴー賞）受賞[5]。
- 11月12日 - アニメ映画『ガリバーの宇宙旅行』（黒田昌郎監督）、米コンチネンタル・ディストリビューティングIncの配給で米国内拡大封切[9]。
- 11月30日 - 東映外国部、ローマ出張所を廃止[5]。
- 12月15日 - ウォルト・ディズニー（65歳）死去[10]。
- 月日不詳
  - 米国、アメリカ映画協会（MPAA）のプロダクション・コード改訂により、セックス描写が規制緩和される[1]。

### 日本
- 1月
  - 1月2日 - ウルトラシリーズ第1弾『ウルトラQ』テレビ放送開始[11][12]。
  - 1月3日 - 『関東果し状』（小沢茂弘監督）[13] / 『網走番外地 北海篇』（石井輝男監督）の正月拡大封切興行を実施、好成績[14]。
  - 1月13日 - 政府、輸出映画製作に関連して日本映画輸出振興協会に対する財政投融資額を年20億円と決定[3][15]。
- 3月
  - 松竹、希望退職者を募集し、162名退社[16][7]。
  - 3月19日 - 東宝、旧作映画のテレビ放映に関する契約をNHKと締結[3]。以後、同様の契約をTBS、NTV、CXと結ぶ[3]。
- 4月
  - 4月1日
    - 映画用ポジフィルム、70mm映写機、業務用現像・焼付器の物品税撤廃[6]。
    - 東急文化会館、配給業務中止で機構改革[6]。

  - 4月14日 - 文部省、青少年映画賞を設ける[15]。
  - 4月23日 - 『兄弟仁義』（山下耕作監督）封切、以後シリーズ化される[5]。
- 6月
  - 黒澤明『暴走機関車』の製作が無期延期になる[7][矛盾 ⇔ 黒澤明]。
  - 占領中に没収された映画1,000本、アメリカから返却[7]。
  - 映倫、前年の『壁の中の秘事』（若松孝二監督）の出品に対する抗議として、第16回ベルリン国際映画祭をボイコット[7]。
  - 6月15日 - 日本映画輸出振興協会発足[1]。
  - 6月23日 - 清水宏監督死去[1][17]。
- 7月
  - 浜田光夫、右眼の負傷のため休養[18]。
  - 7月1日 - 渋谷東映パラス劇場、渋谷松竹劇場と改称し、松竹映画封切館に変更[5][19]。
  - 7月2日 - TBS『土曜ロードショー』放映開始[6]。
  - 7月17日 - ウルトラシリーズ第2弾『ウルトラマン』テレビ放送開始[20][12]。
  - 7月21日 - 東映、劇場版アニメーション映画『サイボーグ009』を公開[21][22]。併映は特撮を駆使した実写映画『大忍術映画ワタリ』[14]。
- 8月
  - 8月13日 - 『網走番外地 南国の対決』（石井輝男監督）[23] / 『続兄弟仁義』（山下耕作監督）封切、ヒット[5]。
  - 8月31日 - 松竹、松竹映配を完全子会社化[6]。
- 9月
  - 日活が18億円の赤字決算を発表する[7]。
  - 9月20日 - 帝国劇場、新装オープン[8][16]。
  - 9月24日 - 東宝、松岡辰郎社長就任[8][16]。
  - 9月30日 - 大阪・南街文化劇場、洋画名作を上映する映画館として新築オープン[8]。
- 10月
  - 日活、東京芝公園・日活アパート売却[24]。
  - 10月1日 - アメリカ映画の日本支社、週5日就労制（完全週休2日制）を実施[8]。
  - 10月6日 - レコード大賞選考委員と同賞をめぐる「黒い霧」問題が発端で、映画・演劇関係の記者賞の廃止論議活発化[6]。翌1967年10月24日、演劇を対象とする「テアトロン賞」廃止、同年11月11日、「日本映画記者会賞」廃止、同月24日、「ブルーリボン賞」廃止[6]。
- 11月
  - 11月1日 - 新日本興業と東急文化会館合併、新たに「新日本興業」（のちの東急レクリエーション）が発足[6]。
  - 11月5日 - 新宿武蔵野館、再開発のため取壊し[6]。
- 12月
  - 三船敏郎が個人スタジオ（撮影所）を建設[7]。個人所有のスタジオは30年ぶり[7]。
  - 12月10日
    - 『湖の琴』、1966NHK映画賞最優秀監督賞（田坂具隆監督）、主演女優賞（佐久間良子）を受賞[5]。
    - 大映、特撮時代劇シリーズ第3作『大魔神逆襲』（森一生監督）公開[25]、日本映画輸出振興協会から融資（1億5200万円）[26]。

  - 12月24日 - 大映、初の日ソ合作映画『小さい逃亡者』（監督・衣笠貞之助、エドゥアルド・ボチャロフ（ロシア語版））公開[27]、日本映画輸出振興協会から融資（1億6000万円）を受けた輸出適格認定第1号映画[28]。
- 月日不詳
  - 黒澤明監督、東宝との契約を解消し独立[1]。

## 日本の映画興行
- 入場料金（大人）
  - 400円[29]
  - 500円（邦画封切館）[30]
  - 247円（統計局『小売物価統計調査（動向編） 調査結果』[31] 銘柄符号 9341「映画観覧料」）[32]
- 入場者数 3億4581万人[33]
- 興行収入 757億5000万円[33]

| 配給会社 | 年間配給収入 (単位：百万円) | 前年対比 |
| -------- | --------------------------- | -------- |
| 松竹     | 2,360                       | 093.5%   |
| 東宝     | 4,504                       | 082.0%   |
| 大映     | 3,517                       | 097.0%   |
| 東映     | 5,525                       | 101.8%   |
| 日活     | 4,247                       | 092.7%   |

出典: 東宝 編『東宝75年のあゆみ 1932 - 2007 資料編』（PDF）東宝、2010年4月、48頁。

## 各国ランキング

### 日本配給収入ランキング
| 順位 | 題名                    | 配給 | 配給収入    |
| ---- | ----------------------- | ---- | ----------- |
| 1    | 網走番外地 大雪原の対決 | 東映 | 2億4046万円 |
| 2    | 絶唱                    | 日活 | 2億4000万円 |
| 3    | 網走番外地 南国の対決   | 東映 | 2億3986万円 |
| 4    | レッツゴー!若大将       | 東宝 | 2億3980万円 |
| 5    | アルプスの若大将        | 東宝 | 2億3323万円 |
| 6    | クレージーだよ天下無敵  | 東宝 | 2億0823万円 |
| 7    | 愛と死の記録            | 日活 | 2億0300万円 |
| 8    | クレージーだよ奇想天外  | 東宝 | 1億9946万円 |
| 9    | 網走番外地 荒野の対決   | 東映 | 1億9368万円 |
| 10   | クレージー大作戦        | 東宝 | 1億9230万円 |

出典:『キネマ旬報ベスト・テン85回全史 1924-2011』キネマ旬報社〈キネマ旬報ムック〉、2012年5月、230頁。ISBN 978-4873767550。
| 順位 | 題名                   | 製作国                            | 配給                       | 配給収入     |
| ---- | ---------------------- | --------------------------------- | -------------------------- | ------------ |
| 1    | 007/サンダーボール作戦 | イギリスの旗 · アメリカ合衆国の旗 | ユナイテッド・アーティスツ | 10億1857万円 |
| 2    | メリー・ポピンズ       | アメリカ合衆国の旗                | ブエナ・ビスタ映画         | 04億2900万円 |
| 3    | バルジ大作戦           | アメリカ合衆国の旗                | ワーナー・ブラザース       | 03億9134万円 |
| 4    | グレート・レース       | アメリカ合衆国の旗                | ワーナー・ブラザース       | 03億2791万円 |
| 5    | 戦争と平和             | ソビエト連邦の旗                  | ヘラルド                   | 02億7300万円 |
| 6    | ネバダ・スミス         | アメリカ合衆国の旗                | パラマウント映画           | 02億0955万円 |
| 7    | テレマークの要塞       | イギリスの旗 · アメリカ合衆国の旗 | コロンビア ピクチャーズ    | 01億8695万円 |
| 8    | ドクトル・ジバゴ       | アメリカ合衆国の旗 · イタリアの旗 | ＭＧＭ                     | 01億6900万円 |
| 9    | 巨大なる戦場           | アメリカ合衆国の旗                | ユナイテッド・アーティスツ | 01億5224万円 |
| 10   | 砦の29人               | アメリカ合衆国の旗                | ユナイテッド・アーティスツ | 01億3926万円 |

出典:『キネマ旬報ベスト・テン85回全史 1924-2011』キネマ旬報社〈キネマ旬報ムック〉、2012年5月、231頁。ISBN 978-4873767550。

### 北米興行収入ランキング
| 順位 | 題名                               | スタジオ                   | 興行収入    | 出典   |
| ---- | ---------------------------------- | -------------------------- | ----------- | ------ |
| 1.   | 天地創造                           | 20世紀フォックス           | $34,900,023 | [ 37 ] |
| 2.   | ハワイ                             | ユナイテッド・アーティスツ | $34,562,222 | [ 38 ] |
| 3.   | バージニア・ウルフなんかこわくない | ワーナー・ブラザース       | $33,736,689 | [ 39 ] |
| 4.   | 砲艦サンパブロ                     | 20世紀フォックス           | $30,017,647 | [ 40 ] |
| 5.   | わが命つきるとも                   | コロンビア ピクチャーズ    | $28,350,000 | [ 41 ] |
| 6.   | 続・夕陽のガンマン                 | ユナイテッド・アーティスツ | $25,100,000 | [ 42 ] |
| 7.   | 南海征服                           | ウォルト・ディズニー       | $22,565,634 | [ 43 ] |
| 8.   | アメリカ上陸作戦                   | ユナイテッド・アーティスツ | $21,693,114 | [ 44 ] |
| 9.   | グラン・プリ                       | MGM                        | $20,845,016 | [ 45 ] |
| 10.  | 欲望                               | MGM                        | $20,000,000 | [ 46 ] |

## 日本公開映画
1966年の日本公開映画を参照。

## 受賞
- 第39回アカデミー賞
  - 作品賞 - 『わが命つきるとも』
  - 監督賞 - フレッド・ジンネマン（『わが命つきるとも』）
  - 主演男優賞 - ポール・スコフィールド（『わが命つきるとも』）
  - 主演女優賞 - エリザベス・テイラー（『バージニア・ウルフなんか怖くない』）

- 第24回ゴールデングローブ賞
  - 作品賞 (ドラマ部門) - 『わが命つきるとも』
  - 主演女優賞 (ドラマ部門) - アヌーク・エーメ（『男と女』）
  - 主演男優賞 (ドラマ部門) - ポール・スコフィールド（『わが命つきるとも』）
  - 作品賞 (ミュージカル・コメディ部門) - 『アメリカ上陸作戦』
  - 主演女優賞 (ミュージカル・コメディ部門) - リン・レッドグレイヴ（『ジョージー・ガール』）
  - 主演男優賞 (ミュージカル・コメディ部門) - アラン・アーキン（『アメリカ上陸作戦』）
  - 監督賞 - フレッド・ジンネマン（『わが命つきるとも』）

- 第32回ニューヨーク映画批評家協会賞 - 『わが命つきるとも』

- 第19回カンヌ国際映画祭
  - グランプリ - 『蜜がいっぱい』（ピエトロ・ジェルミ）、『男と女』（クロード・ルルーシュ）
  - 監督賞 - セルゲイ・ユトケーヴィッチ（『ウラジミール・レーニンの想い出』）
  - 男優賞 - ペール・オスカルソン（『Sult』）
  - 女優賞 - ヴァネッサ・レッドグレイヴ（『モーガン』）

- 第27回ヴェネツィア国際映画祭
  - 金獅子賞 - 『アルジェの戦い』 (ジッロ・ポンテコルヴォ)[47]

- 第16回ベルリン国際映画祭
  - 金熊賞 - 『袋小路』 (ロマン・ポランスキー)

- 第17回ブルーリボン賞 （この年を最後に1975年まで休止）
  - 作品賞 - 『白い巨塔』
  - 主演男優賞 - ハナ肇（『なつかしい風来坊』『運が良けりゃ』）
  - 主演女優賞 - 司葉子（『紀ノ川』）
  - 監督賞 - 山田洋次（『なつかしい風来坊』『運が良けりゃ』）

- 第40回キネマ旬報ベスト・テン
  - 外国映画第1位 - 『大地のうた』
  - 日本映画第1位 - 『白い巨塔』

- 第21回毎日映画コンクール
  - 日本映画大賞 - 『白い巨塔』

- 第21回文部省芸術祭賞
  - 映画部門（日本劇映画） - 『白い巨塔』
  - 映画部門（日本記録映画） - 『伝統工芸 わざと人』[48][注 2]
  - 映画部門（外国映画） - 『大地のうた』 [49][50]

## 誕生
- 1月10日 - 財前直見、日本の女優
- 1月27日 - 三田寛子、日本の女優
- 1月31日 - 石黒賢、日本の俳優
- 2月4日 - 小泉今日子、日本の歌手・女優
- 2月5日 - 川上麻衣子、日本の女優
- 3月23日 - 大沢逸美、日本の女優
- 3月25日 - 宮川一朗太、日本の俳優
- 4月3日 - 冨永みーな、日本の声優
- 4月5日 - 野村萬斎、日本の能楽師・俳優
- 5月26日 - ヘレナ・ボナム＝カーター、イギリスの女優
- 6月8日 - 森尾由美、日本の女優
- 6月15日 - イレーヌ・ジャコブ、フランス・スイスの女優
- 6月26日 - 皆口裕子、日本の声優
- 7月15日 - 永瀬正敏、日本の俳優
- 8月5日 - 森口瑤子、日本の女優
- 8月14日 - 鈴木保奈美、日本の女優
- 8月14日 - ハリー・ベリー、アメリカの女優
- 9月2日 - サルマ・ハエック、メキシコの俳優
- 9月5日 - 中村あずさ、日本の女優
- 9月9日 - アダム・サンドラー、アメリカの俳優
- 9月10日 - 斉藤由貴、日本の女優・歌手
- 10月27日 - 高嶋政伸、日本の俳優
- 11月17日 - ソフィー・マルソー、フランスの女優
- 11月28日 - 安田成美、日本の女優
- 12月7日 - 伊藤かずえ、日本の女優
- 12月18日 - 江角マキコ、日本の女優

## 死去
| 日付 | 日付 | 名前                             | 国籍               | 年齢 | 職業                                                       |
| 1月  | 5日  | ジャン・ガスパーレ・ナポリターノ | イタリアの旗       | 58   | 映画監督                                                   |
| 1月  | 14日 | バリー・フィツジェラルド         | アイルランドの旗   | 72   | 俳優                                                       |
| 1月  | 22日 | ハーバート・マーシャル           | アメリカ合衆国の旗 | 75   | 俳優                                                       |
| 2月  | 1日  | ヘッダ・ホッパー                 | アメリカ合衆国の旗 | 80   | 女優・ゴシップコラムニスト                                 |
| 2月  | 1日  | バスター・キートン               | アメリカ合衆国の旗 | 70   | 喜劇俳優・映画監督                                         |
| 2月  | 1日  | 清村耕次                         | 日本の旗           | 40   | 監督                                                       |
| 2月  | 18日 | ロバート・ロッセン               | アメリカ合衆国の旗 | 57   | 映画監督・脚本家                                           |
| 4月  | 6日  | グリア・ガースン                 | アメリカ合衆国の旗 | 91   | 女優                                                       |
| 6月  | 5日  | ナターシャ・ランボヴァ           | アメリカ合衆国の旗 | 69   | 女優                                                       |
| 6月  | 23日 | 清水宏                           | 日本の旗           | 63   | 映画監督                                                   |
| 7月  | 23日 | モンゴメリー・クリフト           | アメリカ合衆国の旗 | 45   | 俳優                                                       |
| 10月 | 13日 | クリフトン・ウェッブ             | アメリカ合衆国の旗 | 76   | 俳優                                                       |
| 12月 | 14日 | ヴェルナ・フェルトン             | アメリカ合衆国の旗 | 76   | 女優・声優                                                 |
| 12月 | 15日 | ウォルト・ディズニー             | アメリカ合衆国の旗 | 65   | 漫画家・ウォルト・ディズニー・プロダクション代表取締役会長 |